# Smalåbäcken
Smalåbäcken är ett naturreservat i Strömsunds kommun i Jämtlands län.
Området är naturskyddat sedan 2017 och är 47 hektar stort. Reservatet omfattar mark på Smalåbergets sydvästsluttning och består till stor del av lövträdsrik barrblandskog  som uppkommit efter en skogsbrand. Smalåbäcken rinner genom området.